# Nospelt
Nospelt (luxemburgisch Nouspeltⓘ; französisch Nospelt) ist eine Ortschaft in der Gemeinde Kehlen (lux.: Kielen) im Westen der Stadt Luxemburg im Großherzogtum Luxemburg und gehört zum Kanton Capellen. Das Dorf hat 755 Einwohner (Stand: 2006, 2001:751 Einwohner).

## Geschichte
Die nachweisliche Besiedlungsgeschichte der Gegend um Nospelt geht auf die Zeit um die römische Eroberung dieses Landstrichs zurück. Bei Scheierheck und Kréckelbierg wurden 1966 und 1993 keltische Aristokratengräber gefunden, die möglicherweise im Zusammenhang mit der keltischen Siedlung am Tëtelbierg bei Péiteng stehen. Die Entstehung dieser Gräber wurde auf 20 und 50 v. Chr. festgelegt. Die Gräber hatten reiche Beigaben, zum Beispiel Amphoren, die importierten Wein aus Kampanien (Italien) enthielten. Fundstücke aus dieser Zeit sind im Nationalmuseum für Geschichte und Kunst ausgestellt, andere im Vereins-Museum Georges Kayser Altertumsfuerscher (benannt nach dem Altertumsforscher Georges Kayser, 1916–1988).
Gräber aus der Merowingischen Zeit im Naturschutzgebiet Telpeschholz aus dem 7. Jahrhundert zeigen, dass das Gebiet um Nospelt dann ständig besiedelt war.
1458 nahm in Nospelt das Töpfer-Handwerk (lux.: Aulebäckerhandwierk) seinen Anfang. Zu Beginn des 19. Jahrhunderts gab es in Nospelt noch 17 professionelle Töpfereien, wodurch das Dorf ein Zentrum für die Keramikproduktion in Luxemburg war. Zu Beginn des 20. Jahrhunderts war dieser Wirtschaftszweig in Nospelt jedoch ausgestorben. 1914 stellte der Töpfer Nicolas Schneider (1868–1941) die letzte professionelle Produktionsstätte ein. Durch den Bedarf des Eemaischen (Markt) in der Stadt Luxemburg und rührige Vereine wurde die Tradition des Töpferhandwerks aufrechterhalten, vor allem durch die Erzeugung von Spielzeug und Péckvillercher. Seit 1957 wird ein Eemaischen auch in Nospelt abgehalten und die Péckvillercher von Nospelt sollen besonderen Sammlerwert haben.

## Geographie und Verkehr
Das Dorf liegt auf einer Höhe von durchschnittlich 323 Metern über dem Meeresspiegel (Dorfkirche). Der höchste Punkt des Gebietes ist "Scheierheck" auf 368 Metern, der tiefste Punkt ist auf der Straße Nospelt-Dondel zu finden mit 283 Meter über dem Meeresspiegel. Die Ortschaft umfasst gemäß Kataster eine Fläche von 670,0242 ha.
Durch das Dorf führen drei niederrangige Straßen (Chemin repris, CR):
- CR103A Nouspelt-Ollem
- CR104 Nouspelt-CR189
- CR104A Nouspelt-Kehlen

## Gewässer
Auf dem Gebiet von Nospelt entspringt die Quelle des Uesbech, der nach Dondel in den Dondelerbaach mündet.

## Gewerbe
Nospelt ist bekannt für den dort aufzufindenden lehmartigen Ton, durch welchen die Entwicklung des Töpferei-Handwerks (lux.: Aulebäcker) begünstigt wurde. Nospelt ist heute ein Dorf mit wohnlichem und ländlichem Charakter. Die wirtschaftlichen Aktivitäten im Dorf gehen hauptsächlich von lokalen Bauernhöfen aus.

## Religion

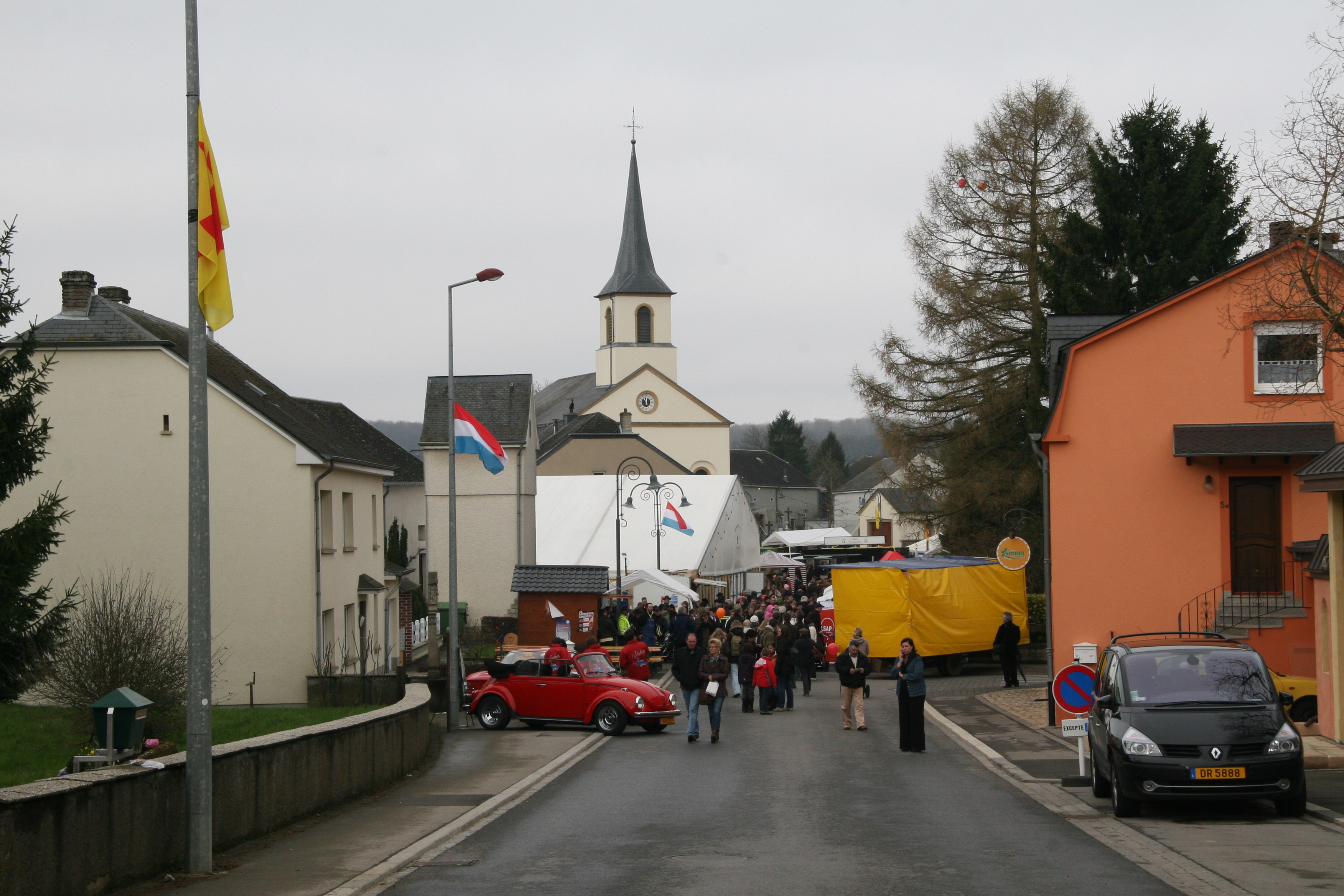
Markt in Nospelt

Die Kirche im Zentrum von Nospelt (Kirche Nospelt) wurde 1852 an der Stelle der ehemaligen St.-Thomas-Kapelle im Empirestil erbaut. Nur die Pietà auf dem Altar wurde von der Kapelle übernommen. 1986 wurde die Kirche renoviert. Die Kirche ist die Hauptkirche der Kirchengemeinde Nospelt, die mit dem Pfarrverband Mamerdall verbunden ist.

## Sehenswürdigkeiten

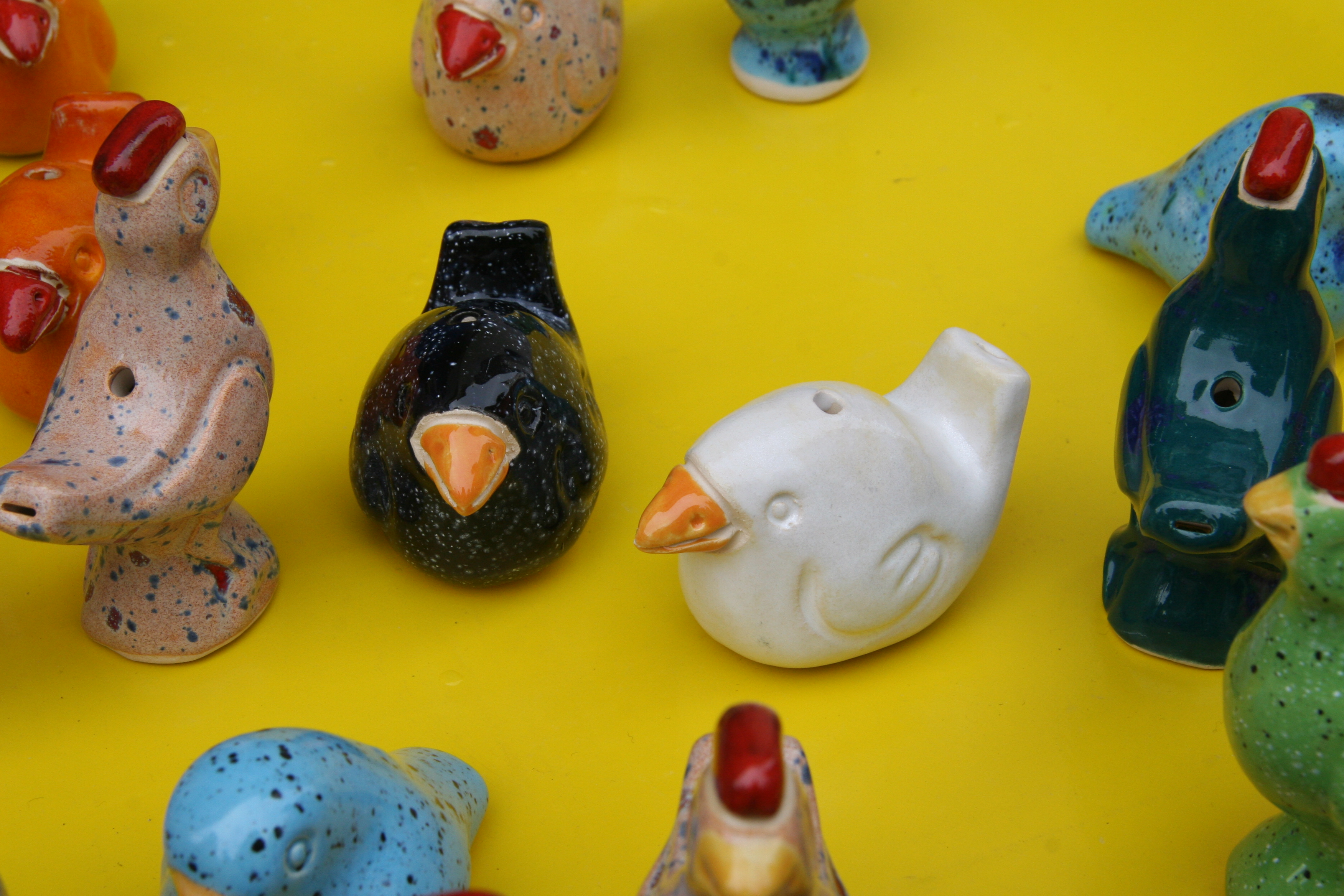
Péckvillercher auf dem Markt in Nospelt (lux.: Nouspelt), Gemeinde Kehlen, 2010

- An der „Rue des Potiers“ befindet sich das Aulebäckermusée „Nicolas Schneider“.
- Im Museum des Vereins Georges Kayser Altertumsfuerscher befinden sich Fundstücke und Informationen über die historischen Ausgrabungen rund um Nospelt.
- In Nospelt befindet sich auch ein „Dorflehrpfad“ (Duerfléierpad), um Besuchern und Interessierten die Geschichte und Kultur des Dorfes und seiner Umgebung näher bringen zu können.
- Nördlich des Dorfs liegt das Naturschutzgebiet Telpeschholz auf einer Fläche von 67 Hektar Heideland.
- Jährlich an Ostern findet ein Festival statt, dessen Höhepunkt der Markt  Eemaischen ist mit dem Verkauf der Keramikflöten Péckvillercher in verschiedensten Formen und Farben. Dieses Osterfest ist auch eine Erinnerung an die Tradition des Dorfes in Bezug auf das Töpferei-Handwerk.

## Persönlichkeiten
- Guy Rewenig (* 1947), Schriftsteller, lebt und arbeitet in Nospelt.